# 1997-es úszó-Európa-bajnokság
Az 1997-es úszó-Európa-bajnokságot Sevillában, Spanyolországban rendezték augusztus 19. és augusztus 24. között. Az Eb-n 51 versenyszámot rendeztek. 32-t úszásban, 4-et nyílt vízi úszásban, 10-et műugrásban, 3-at szinkronúszásban és 2-t vízilabdában.
Bekerült a programban a szinkronugrás.

## Éremtáblázat
(A táblázatban Magyarország és a rendező nemzet eltérő háttérszínnel kiemelve.)
| Helyezés | Nemzet           | Arany | Ezüst | Bronz | Összesen |
| 1.       | Oroszország      | 16    | 9     | 3     | 28       |
| 2.       | Németország      | 15    | 8     | 10    | 33       |
| 3.       | Magyarország     | 4     | 1     | 2     | 7        |
| 4.       | Olaszország      | 3     | 5     | 5     | 13       |
| 5.       | Hollandia        | 2     | 2     | 3     | 7        |
| 6.       | Spanyolország    | 2     | 2     | 2     | 6        |
| 7.       | Írország         | 2     | 2     | 0     | 4        |
| 8.       | Nagy-Britannia   | 2     | 1     | 3     | 6        |
| 9.       | Fehéroroszország | 2     | 0     | 1     | 3        |
| 10.      | Franciaország    | 1     | 7     | 4     | 12       |
| 11.      | Svédország       | 1     | 3     | 3     | 7        |
| 12.      | Dánia            | 1     | 0     | 2     | 3        |
| 13.      | Ukrajna          | 0     | 6     | 3     | 9        |
| 14.      | Szlovákia        | 0     | 3     | 0     | 3        |
| 15.      | Lengyelország    | 0     | 1     | 1     | 2        |
| 16.      | Izrael           | 0     | 1     | 0     | 1        |
| 16.      | Jugoszlávia      | 0     | 1     | 0     | 1        |
| 18.      | Csehország       | 0     | 0     | 3     | 3        |
| 19.      | Belgium          | 0     | 0     | 2     | 2        |
| 20.      | Ausztria         | 0     | 0     | 1     | 1        |
| 20.      | Finnország       | 0     | 0     | 1     | 1        |
| 20.      | Románia          | 0     | 0     | 1     | 1        |
| Összesen | Összesen         | 51    | 52    | 50    | 153      |

## Érmesek

### Úszás

#### Férfi
| Versenyszám               | Arany                                                                                  | Arany    | Ezüst                                                                                         | Ezüst    | Bronz                                                                                      | Bronz    |
| ------------------------- | -------------------------------------------------------------------------------------- | -------- | --------------------------------------------------------------------------------------------- | -------- | ------------------------------------------------------------------------------------------ | -------- |
| 50 m-es gyorsúszás        | Alekszandr Popov · Oroszország                                                         | 22,30    | Mark Foster · Nagy-Britannia                                                                  | 22,53    | Julien Sicot · Franciaország                                                               | 22,78    |
| 100 m-es gyorsúszás       | Alekszandr Popov · Oroszország                                                         | 49,09    | Lars Frölander · Svédország                                                                   | 49,51    | Oleg Rykhlevich · Fehéroroszország                                                         | 49,84    |
| 200 m-es gyorsúszás       | Paul Palmer · Nagy-Britannia                                                           | 1:48,85  | Massimiliano Rosolino · Olaszország                                                           | 1:49,02  | Szabados Béla · Magyarország                                                               | 1:49,98  |
| 400 m-es gyorsúszás       | Emiliano Brembilla · Olaszország                                                       | 3:45,96  | Massimiliano Rosolino · Olaszország                                                           | 3:48,11  | Paul Palmer · Nagy-Britannia                                                               | 3:50,03  |
| 1500 m-es gyorsúszás      | Emiliano Brembilla · Olaszország                                                       | 14:58,65 | Igor Snitko · Ukrajna                                                                         | 15:07,85 | Denis Zavhorodny · Ukrajna                                                                 | 15:19,28 |
|                           |                                                                                        |          |                                                                                               |          |                                                                                            |          |
| 100 m-es hátúszás         | Martin López-Zubero · Spanyolország                                                    | 55,71    | Eithan Urbach · Izrael                                                                        | 55,88    | Vladimir Selkov · Oroszország                                                              | 55,97    |
| 200 m-es hátúszás         | Vladimir Selkov · Oroszország                                                          | 1:59,21  | Emanuele Merisi · Olaszország                                                                 | 1:59,63  | Ralf Braun · Németország                                                                   | 1:59,91  |
|                           |                                                                                        |          |                                                                                               |          |                                                                                            |          |
| 100 m-es mellúszás        | Aleksandr Gukov · Fehéroroszország                                                     | 1:02,17  | Güttler Károly · Magyarország                                                                 | 1:02,23  | Daniel Málek · Csehország                                                                  | 1:02,27  |
| 200 m-es mellúszás        | Aleksandr Gukov · Fehéroroszország                                                     | 2:13,90  | Andrey Korneyev · Oroszország                                                                 | 2:14,40  | Daniel Málek · Csehország                                                                  | 2:14,74  |
|                           |                                                                                        |          |                                                                                               |          |                                                                                            |          |
| 100 m-es pillangóúszás    | Lars Frölander · Svédország                                                            | 52,85    | Denys Sylantyev · Ukrajna                                                                     | 53,27    | Franck Esposito · Franciaország                                                            | 53,28    |
| 200 m-es pillangóúszás    | Franck Esposito · Franciaország                                                        | 1:57,24  | Denys Sylantyev · Ukrajna                                                                     | 1:58,48  | Stephen Parry · Nagy-Britannia                                                             | 1:58,78  |
|                           |                                                                                        |          |                                                                                               |          |                                                                                            |          |
| 200 m-es vegyesúszás      | Marcel Wouda · Hollandia                                                               | 2:00,77  | Xavier Marchand · Franciaország                                                               | 2:01,08  | Jani Sievinen · Finnország                                                                 | 2:02,12  |
| 400 m-es vegyesúszás      | Marcel Wouda · Hollandia                                                               | 4:15,38  | Frederik Hviid · Spanyolország                                                                | 4:19,68  | Robert Seibt · Németország                                                                 | 4:20,43  |
|                           |                                                                                        |          |                                                                                               |          |                                                                                            |          |
| 4 × 100 m-es gyorsváltó   | Oroszország · Alekszandr Popov · Roman Yegorov · Denis Pimankov · Vlagyimir Pisnyenko  | 3:16,85  | Németország · Alexander Lüderitz · Steffen Zesner · Christian Tröger · Torsten Spanneberg     | 3:18,33  | Hollandia · Bram van Haandel · Martijn Zuijdweg · Mark Veens · Pieter van den Hoogenband   | 3:20,82  |
| 4 × 200 m-es gyorsváltó   | Nagy-Britannia · Paul Palmer · Andrew Clayton · Gavin Meadows · James Salter           | 7:17,56  | Hollandia · Pieter van den Hoogenband · Mark van der Zijden · Martijn Zuijdweg · Marcel Wouda | 7:17,84  | Németország · Lars Conrad · Christian Keller · Stefan Pohl · Steffen Zesner                | 7:18,86  |
| 4 × 100 m-es vegyes váltó | Oroszország · Vladimir Selkov · Andrey Korneyev · Vladislav Kulikov · Alekszandr Popov | 3:39,67  | Németország · Ralf Braun · Jens Kruppa · Thomas Rupprath · Christian Tröger                   | 3:41,47  | Lengyelország · Mariusz Siembida · Marek Krawczyk · Marcin Kaczmarek · Bartosz Kizierowski | 3:42,20  |

#### Női
| Versenyszám               | Arany                                                                              | Arany   | Ezüst                                                                                     | Ezüst   | Bronz                                                                                           | Bronz   |
| ------------------------- | ---------------------------------------------------------------------------------- | ------- | ----------------------------------------------------------------------------------------- | ------- | ----------------------------------------------------------------------------------------------- | ------- |
| 50 m-es gyorsúszás        | Natalya Meshcheryakova · Oroszország                                               | 25,31   | Sandra Völker · Németország                                                               | 25,43   | Therese Alshammar · Svédország                                                                  | 25,78   |
| 100 m-es gyorsúszás       | Sandra Völker · Németország                                                        | 55,38   | Martina Moravcová · Szlovákia                                                             | 55,46   | Antje Buschschulte · Németország                                                                | 55,50   |
| 200 m-es gyorsúszás       | Michelle Smith · Írország                                                          | 1:59,93 | Nadezhda Chemezova · Oroszország                                                          | 1:59,97 | Camelia Potec · Románia                                                                         | 2:00,17 |
| 400 m-es gyorsúszás       | Dagmar Hase · Németország                                                          | 4:09,58 | Michelle Smith · Írország                                                                 | 4:10,50 | Kerstin Kielgass · Németország                                                                  | 4:10,89 |
| 800 m-es gyorsúszás       | Kerstin Kielgass · Németország                                                     | 8:34,41 | Carla Geurts · Hollandia                                                                  | 8:36,14 | Jana Henke · Németország                                                                        | 8:39,93 |
|                           |                                                                                    |         |                                                                                           |         |                                                                                                 |         |
| 100 m-es hátúszás         | Antje Buschschulte · Németország                                                   | 1:01,74 | Roxana Maracineanu · Franciaország                                                        | 1:01,84 | Sandra Völker · Németország                                                                     | 1:02,23 |
| 200 m-es hátúszás         | Cathleen Rund · Németország                                                        | 2:11,56 | Antje Buschschulte · Németország                                                          | 2:12,05 | Roxana Maracineanu · Franciaország                                                              | 2:12,06 |
|                           |                                                                                    |         |                                                                                           |         |                                                                                                 |         |
| 100 m-es mellúszás        | Kovács Ágnes · Magyarország                                                        | 1:08,08 | Svetlana Bondarenko · Ukrajna                                                             | 1:08,87 | Brigitte Becue · Belgium                                                                        | 1:09,42 |
| 200 m-es mellúszás        | Kovács Ágnes · Magyarország                                                        | 2:24,90 | Alicja Pęczak · Lengyelország                                                             | 2:28,04 | Brigitte Becue · Belgium                                                                        | 2:28,90 |
|                           |                                                                                    |         |                                                                                           |         |                                                                                                 |         |
| 100 m-es pillangóúszás    | Mette Jacobsen · Dánia                                                             | 59,64   | Martina Moravcová · Szlovákia                                                             | 59,74   | Johanna Sjöberg · Svédország                                                                    | 1:00,07 |
| 200 m-es pillangóúszás    | María Peláez · Spanyolország                                                       | 2:10,25 | Michelle Smith · Írország                                                                 | 2:10,88 | Mette Jacobsen · Dánia                                                                          | 2:11,97 |
|                           |                                                                                    |         |                                                                                           |         |                                                                                                 |         |
| 200 m-es vegyesúszás      | Oxana Verevka · Oroszország                                                        | 2:14,74 | Martina Moravcová · Szlovákia                                                             | 2:15,02 | Jana Klocskova · Ukrajna                                                                        | 2:15,03 |
| 400 m-es vegyesúszás      | Michelle Smith · Írország                                                          | 4:42,08 | Jana Klocskova · Ukrajna                                                                  | 4:43,07 | Hana Černá · Csehország                                                                         | 4:44,05 |
|                           |                                                                                    |         |                                                                                           |         |                                                                                                 |         |
| 4 × 100 m-es gyorsváltó   | Németország · Katrin Meißner · Simone Osygus · Antje Buschschulte · Sandra Völker  | 3:41,49 | Svédország · Louise Jöhncke · Josefin Lillhage · Malin Svahnström · Therese Alshammar     | 3:43,69 | Oroszország · Svetlana Lesyukova · Natalya Meshcheryakova · Inna Yaitskaya · Nadezhda Chemezova | 3:44,72 |
| 4 × 200 m-es gyorsváltó   | Németország · Dagmar Hase · Janina Götz · Antje Buschschulte · Kerstin Kielgass    | 8:03,59 | Svédország · Louise Jöhncke · Josefin Lillhage · Johanna Sjöberg · Malin Svahnström       | 8:04,53 | Dánia · Britt Raaby · Berit Puggaard · Mette Jacobsen · Ditte Jensen                            | 8:07,26 |
| 4 × 100 m-es vegyes váltó | Németország · Antje Buschschulte · Sylvia Gerasch · Katrin Meißner · Sandra Völker | 4:07,73 | Oroszország · Olga Kochetkova · Olga Landik · Svetlana Pozdeyeva · Natalya Meshcheryakova | 4:09,04 | Nagy-Britannia · Sarah Price · Jaime King · Caroline Foot · Karen Pickering                     | 4:10,31 |

### Nyílt vízi úszás
Férfi
| Versenyszám               | Arany                          | Arany   | Ezüst                                                              | Ezüst   | Bronz                      | Bronz |
| ------------------------- | ------------------------------ | ------- | ------------------------------------------------------------------ | ------- | -------------------------- | ----- |
| 5 km-es nyílt vízi úszás  | Aleksey Akatiyev · Oroszország | 56:07   | Yevgeny Bezruchenko · Oroszország                                  | 56:14   | Luca Baldini · Olaszország | 56:19 |
| 25 km-es nyílt vízi úszás | Aleksey Akatiyev · Oroszország | 5:05:00 | Christof Wandratsch · Németország · Stéphane Lecat · Franciaország | 5:08:36 | nem adták ki               |       |

Női
| Versenyszám               | Arany                      | Arany   | Ezüst                          | Ezüst   | Bronz                      | Bronz   |
| ------------------------- | -------------------------- | ------- | ------------------------------ | ------- | -------------------------- | ------- |
| 5 km-es nyílt vízi úszás  | Peggy Büchse · Németország | 1:00:51 | Valeria Casprini · Olaszország | 1:00:52 | Kovács Rita · Magyarország | 1:01:06 |
| 25 km-es nyílt vízi úszás | Kovács Rita · Magyarország | 5:21:58 | Valeria Casprini · Olaszország | 5:23:28 | Edith van Dijk · Hollandia | 5:25:58 |

### Műugrás

#### Férfi
| Versenyszám           | Arany                                           | Arany  | Ezüst                                            | Ezüst  | Bronz                                                  | Bronz  |
| --------------------- | ----------------------------------------------- | ------ | ------------------------------------------------ | ------ | ------------------------------------------------------ | ------ |
| 1 m-es műugrás        | Andreas Wels · Németország                      | 362,10 | Holger Schlepps · Németország                    | 357,12 | Rafael Álvarez · Spanyolország                         | 355,56 |
| 3 m-es műugrás        | Dmitri Sautin · Oroszország                     | 661,68 | Andreas Wels · Németország                       | 609,39 | Stefan Ahrens · Németország                            | 597,66 |
| 10 m-es toronyugrás   | Jan Hempel · Németország                        | 609,48 | Yaroslav Makogin · Ukrajna                       | 600,48 | Heiko Meyer · Németország                              | 571,44 |
| 3 m-es szinkronugrás  | Németország · Holger Schlepps · Alexander Mesch | 284,34 | Spanyolország · José Luis Hidalgo · Rubén Santos | 283,92 | Olaszország · Donald Miranda · Nicola Marconi          | 277,92 |
| 10 m-es szinkronugrás | Németország · Jan Hempel · Michael Kühne        | 300,84 | Oroszország · Igor Lukashin · Aleksandr Varlamov | 272,20 | Franciaország · Frédéric Pierre · Gilles Emptoz-Lacote | 252,12 |

#### Női
| Versenyszám           | Arany                                            | Arany  | Ezüst                                                | Ezüst  | Bronz                                     | Bronz  |
| --------------------- | ------------------------------------------------ | ------ | ---------------------------------------------------- | ------ | ----------------------------------------- | ------ |
| 1 m-es műugrás        | Vera Ilyina · Oroszország                        | 268,14 | Irina Lashko · Oroszország                           | 264,72 | Dörte Lindner · Németország               | 264,36 |
| 3 m-es műugrás        | Yuliya Pakhalina · Oroszország                   | 567,30 | Vera Ilyina · Oroszország                            | 524,28 | Anna Lindberg · Svédország                | 508,02 |
| 10 m-es toronyugrás   | Olga Kristoforova · Oroszország                  | 441,60 | Annika Walter · Németország                          | 438,66 | Svitlana Serbina · Ukrajna                | 438,51 |
| 3 m-es szinkronugrás  | Németország · Claudia Bockner · Conny Schmalfuss | 267,96 | Oroszország · Irina Lashko · Yuliya Pakhalina        | 264,24 | Spanyolország · Julia Cruz · Dolores Sáez | 244,20 |
| 10 m-es szinkronugrás | Németország · Ute Wetzig · Anke Piper            | 269,76 | Franciaország · Julie Danaux · Odile Arboles-Souchon | 240,54 | Ausztria · Marion Reiff · Anja Richter    | 215,67 |

### Szinkronúszás
| Versenyszám | Arany                                            | Arany  | Ezüst                                           | Ezüst  | Bronz                                       | Bronz  |
| ----------- | ------------------------------------------------ | ------ | ----------------------------------------------- | ------ | ------------------------------------------- | ------ |
| Egyéni      | Olga Sedakova · Oroszország                      | 99,240 | Virginie Dedieu · Franciaország                 | 97,440 | Giovanna Burlando · Olaszország             | 95,960 |
| Páros       | Oroszország · Olga Brusnikina · Mariya Kiselyova | 99,160 | Franciaország · Virginie Dedieu · Myriam Lignot | 97,040 | Olaszország · Giada Ballan · Serena Bianchi | 95,760 |
| Csapat      | Oroszország                                      | 99,240 | Franciaország                                   | 97,400 | Olaszország                                 | 96,240 |

### Vízilabda
| Versenyszám | Arany        | Ezüst       | Bronz       |
| ----------- | ------------ | ----------- | ----------- |
| Férfi       | Magyarország | Jugoszlávia | Oroszország |
| Női         | Olaszország  | Oroszország | Hollandia   |